# Satyrus holiki
Satyrus holiki är en fjärilsart som beskrevs av Gross 1958. Satyrus holiki ingår i släktet Satyrus och familjen praktfjärilar. Inga underarter finns listade.